# Гуакамоле
Гуакамо́ле (исп. guacamole, от аст. āhuacamōlli, от āhuacatl (авокадо) и mōlli (сальса или соус)) — холодная закуска, а также соус-дип из пюрированной мякоти авокадо с добавлением помидоров, кинзы, сока лайма и других овощей и приправ. Имеет консистенцию густого соуса (пасты). Блюдо мексиканской кухни, имеет предположительно ацтекские корни.

## Происхождение
Когда испанские конкистадоры обнаружили Ацтекскую империю в первой четверти XVI века, они заметили, что местные жители делали блюдо из авокадо, плод которого «ценился за большое содержание жира и полезные свойства». Само слово «гуакамоле» происходит от слова ahuaca-mulli в местном языке науатль: сочетании слов ahuacatl (авокадо) и mulli (соус). Испанские конкистадоры называли это блюдо «маслом бедняков».
Изданная в конце XIX века кулинарная книга рецептов района Мичоакан приводит следующий рецепт приготовления гуакамоле: авокадо очистить от кожуры и косточки, нарубить серебряным или деревянным ножом — железо придаст плоду плохой вкус и цвет — уложить на тарелке, подавать с маслом, уксусом, луком, орегано и перцем анчо. Автор также упоминает, что некоторые предпочитали смешивать ингредиенты, размягчая авокадо, добиваясь консистенции пасты. Такое блюдо могло подаваться с разнообразными видами жареного мяса и супами.
Креольская версия гуакамоле конца XIX века представляла собой скорее салат, нежели пастообразный соус: с нарезанными, а не растертыми в пюре, кусками фрукта, приправленный маслом и уксусом.

## Приготовление
Существует множество рецептов гуакамоле, которые отличаются добавками, приправами, а также степенью измельчения компонентов.
Часто по желанию добавляются: помидоры, перцы (в том числе перец чили), зелёный или другой лук, кинза и прочая зелень.
В тех местностях, где авокадо дороги, в качестве наполнителя иногда добавляют другие продукты (например, майонез); однако такие версии гуакамоле менее качественны, так как в них вкус авокадо перебивается вкусом наполнителя.
Для пюрирования и измельчения могут использоваться как просто вилка и нож, так и блендер. Некоторые предпочитают гуакамоле с мелкими кусочками исходных продуктов и пюрируют авокадо вилкой, добавляя мелко нарезанную зелень и овощи. Другие же предпочитают пюре и используют блендер.

### Основной рецепт
Мякоть свежих авокадо (кожура и косточка не используются, поскольку содержат токсин) пюрируется с добавлением сока лимона или лайма, и соли по вкусу. Лимонный сок является антиоксидантом, предотвращает окисление авокадо и окрашивание гуакамоле в коричневатый цвет.
Затем добавляются остальные ингредиенты, обычно мелко нарубленные.

## Состав и питательные вещества
Поскольку основным ингредиентом гуакамоле является сырой авокадо, питательная ценность блюда состоит из витаминов авокадо, минералов и жиров, которые содержат большое количество пищевых волокон, витаминов группы В, витамина К, витамина Е и калия. Авокадо является источником насыщенных жиров, мононенасыщенных жиров и фитостеринов, таких как бета-ситостерол. Они также содержат каротиноиды, такие как бета-каротин, зеаксантин и лютеин.

## Употребление
Традиционно гуакамоле едят с чипсами начос, приготовленными из кукурузной муки (исп. masa harina). Также гуакамоле едят с любыми чипсами, хлебом и т. п. или же подают как соус к разным блюдам, особенно к блюдам мексиканской кухни.
Гуакамоле распространено в Мексике, США, других странах мира. Также популярно среди вегетарианцев и веганов.

## Праздник
Национальный День гуакамоле отмечается в тот же день, что и День независимости Мексики, 16 сентября.